# بروميد النحاس الثنائي
 بروميد النحاس الثنائي  مركب كيميائي له الصيغة CuBr2 ، ويكون على شكل بلورات رمادية إلى سوداء.

## الخواص
- عدد أكسدة النحاس في هذا المركب +2 ويعطي اختبار اللهب له لوناً أخضرا وتستخدم هذه الخاصية في اختبار بالشتاين للكشف عن الهالوجينات.
- تتسيل بلورات بروميد النحاس الثنائي بالتماس مع الهواء الرطب، كما تنحل بشكل جيد في الماء، كما تنحل في الإيثانول والأسيتون، إلا أنه غير منحل في البنزين.
- البنية البلورية للمركب تكون على نمط مركب يوديد الكادميوم.

## التحضير
يحضر مركب بروميد النحاس الثنائي من التفاعل المباشر لعنصري النحاس والبروم.
Cu + Br2 → CuBr2

## الاستخدامات
- يستخدم برميد النحاس الثنائي في الكيمياء العضوية كعامل برومة (إدخال البروم) إلى المركبات العطرية، [2] وفي تحضير الفثالوسيانين.[3]
- له تطبيقات في التصوير الضوئي.